# Fanfare van het Korps Nationale Reserve
De Fanfare 'Korps Nationale Reserve' (FKNR) is een Nederlands fanfareorkest verbonden aan het Korps Nationale Reserve.
De FKNR is een van de officiële muziekkorpsen binnen de Nederlandse krijgsmacht. De thuisbasis van het orkest is de Bernhardkazerne te Amersfoort. De FKNR bestaat uit 50 muzikanten, die allen reservist zijn. Het orkest is in 1986, in eerste instantie als tamboerkorps, opgericht. Dit werd later uitgebreid tot drumfanfare, waarna het uiteindelijk een fanfarekorps werd. Binnen het orkest zijn ook een koperensemble, een saxofoonensemble en een combo actief.
Het orkest verzorgt met name optredens binnen de krijgsmacht, zoals bij ceremoniële gebeurtenissen, herdenkingen, taptoes en open dagen. Ook is de FKNR aanwezig bij Prinsjesdag, de Nederlandse Veteranendag, de Vierdaagse van Nijmegen en de Netherlands Military Tattoo.
Dirigent van de FKNR is kapitein Alfred Willering. Commandant is majoor Theo van Deelen.

## Galerij

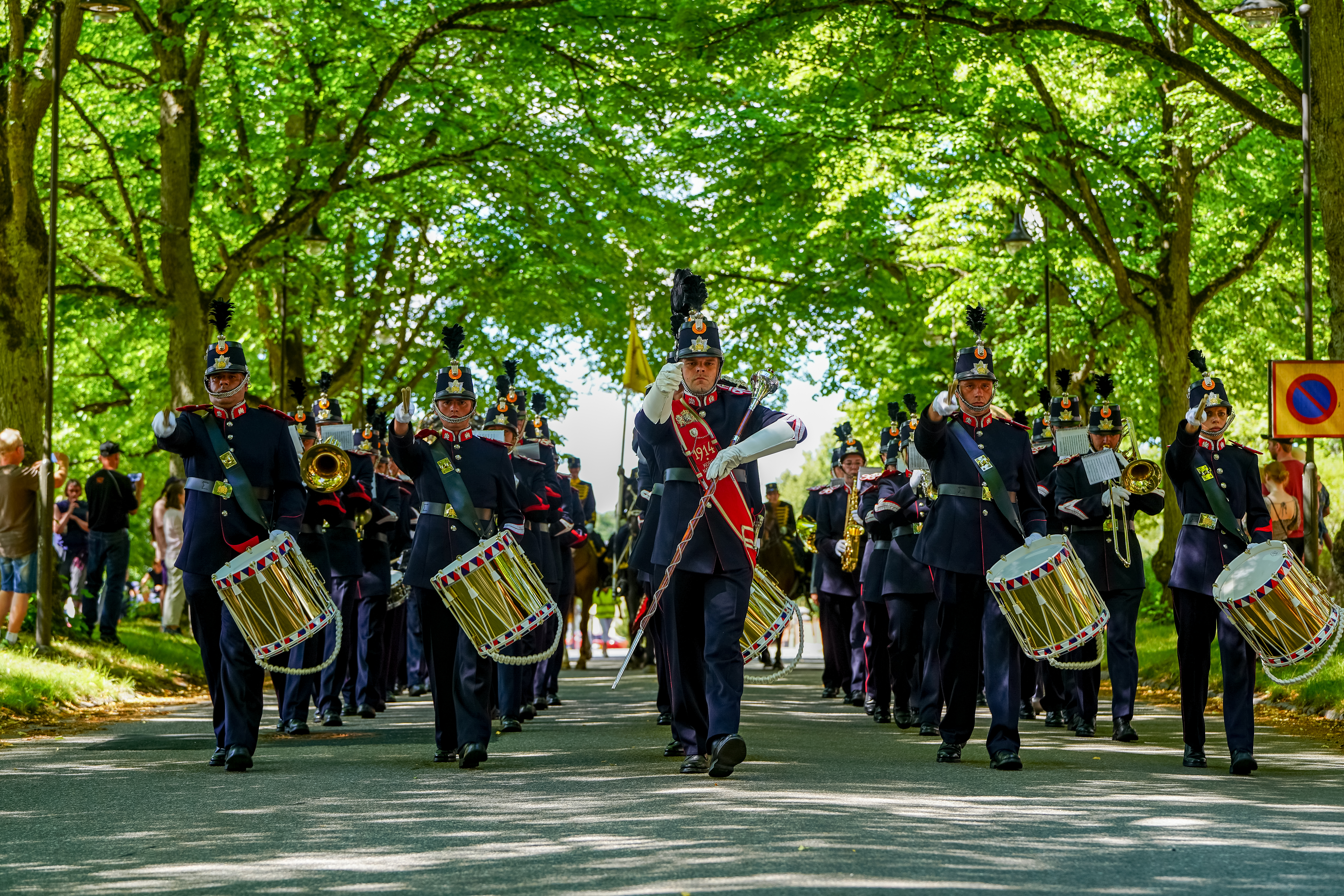
Fanfare 'Korps Nationale Reserve' - Eksjö (Zweden) 2022
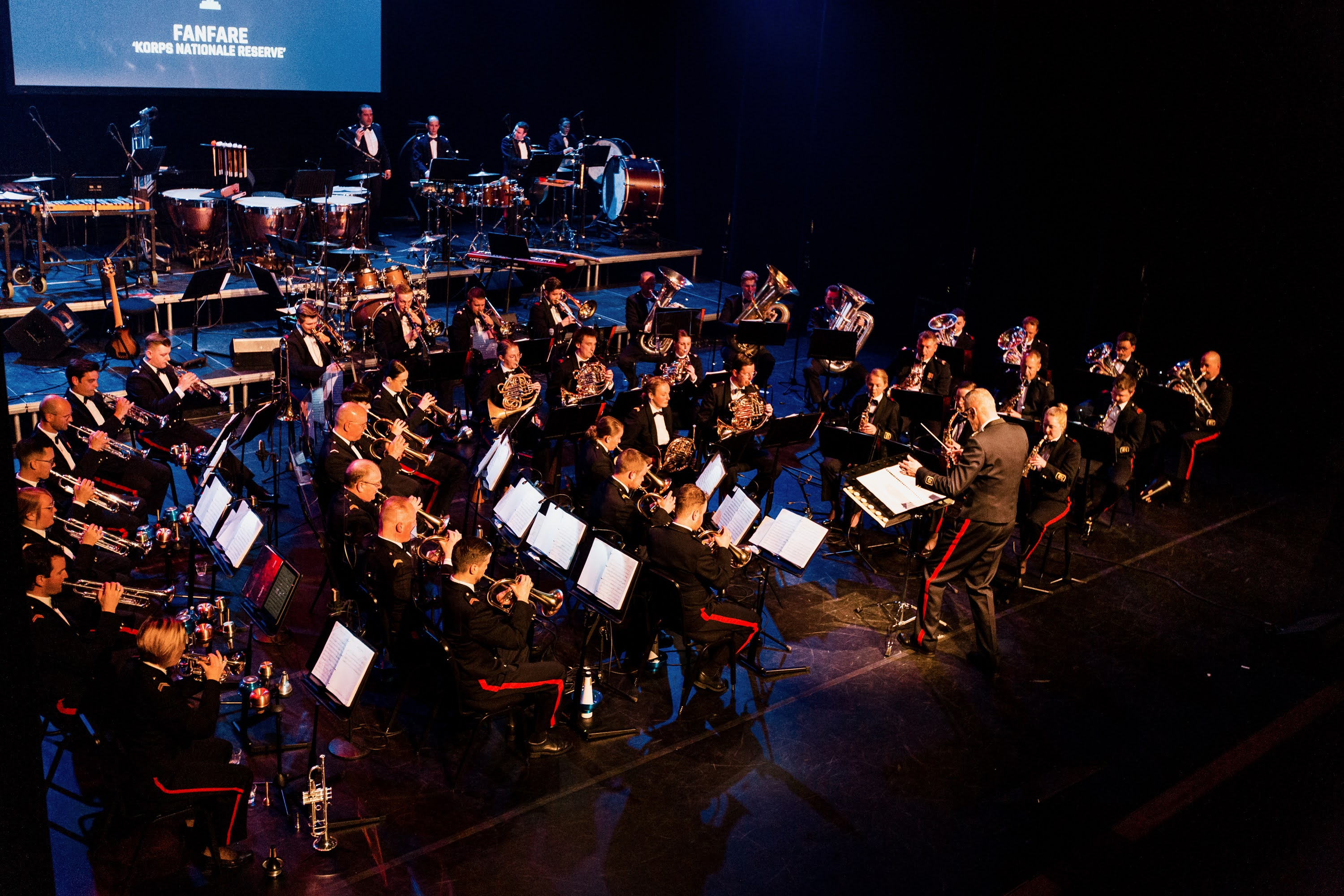
Fanfare 'Korps Nationale Reserve' - Korpsconcert 2022
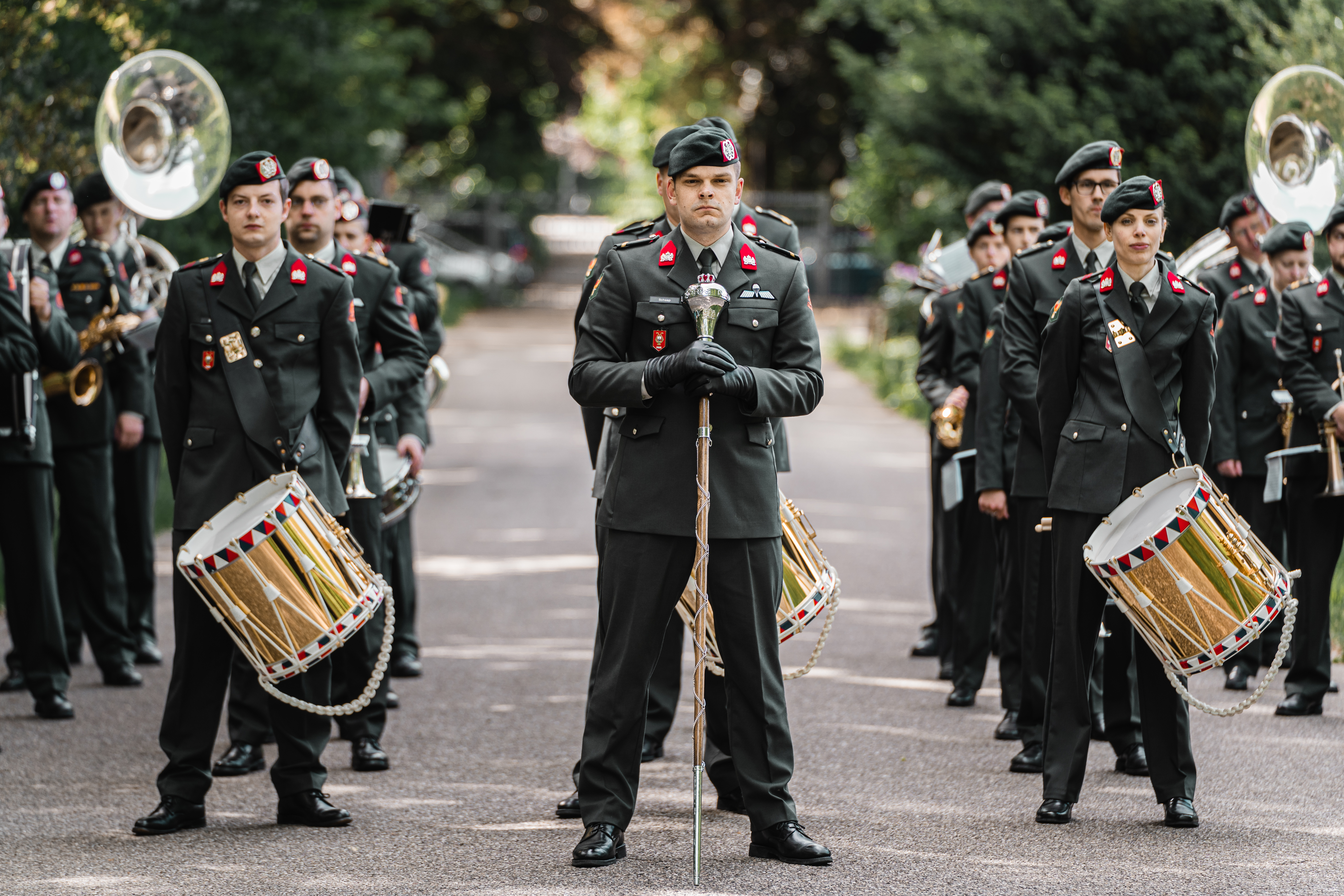
Fanfare 'Korps Nationale Reserve' 2022